# Acidose
Acidose betyder syreforgiftning. I praksis når pH i blodet er mindre end 7,36 (afhængigt af laboratoriets referenceområde). Acidoser inddeles efter årsager i metaboliske og respiratoriske eller kombinationer heraf. Acidose inddeles endvidere i akutte, delvis kompenserede, kompenserede og overkompenserede, fordi organismen forsøger at kompensere en metabolisk tilstand respiratorisk (vejrtrækningsmæssigt) og omvendt.
Respiratorisk acidose skyldes nedsat ventilation med øgning af blodets indhold af CO2.
Årsager:
- Kronisk lungesygdom
- Morfinforgiftning
- Beskadigelser af brystkassen

Metabolisk acidose skyldes ophobning af ikke-flygtige syrer i blodet eller tab af HCO3-.
Årsager:
- Diabetisk coma
- Mælkesyreforgiftning
- Træspritforgiftning
- Nyresvigt
- Salicylatforgiftning
- Kølervæskeforgiftning (etylenglykol)
- Diarré
- Opkastning
- Visse nyresygdomme